# Provincie Kazusa

Mapa japonských provincií se zvýrazněnou provincií Kazusa

Provincie Kazusa (japonsky: 上総国; Kazusa no kuni) byla stará japonská provincie ležící na poloostrově Bósó na Honšú. Dohromady se sousední provincií Šimósa byla rovněž známá pod jménem Sóšú (総州) a samostatně i jako Nansó (南総). Sousedila s provinciemi Awa a Šimósa. Na jejím území se dnes rozkládá centrální část prefektury Čiba.
Kazusa byla většinou ovládána z hradního města Ótaki, i když staré hlavní město se nacházelo nedaleko Ičihary.
V období Edo se v provincii Kazusa nacházela následující léna:
- Goi – ovládané klanem Arima
- Curumaki – ovládané klanem Mizuno
- Džózai – ovládané klanem Hajaši
- Iino – ovládané klanem Hošina
- Ičinomija – ovládané klanem Kanó
- Sanuki – ovládané klanem Abe
- Kururi – ovládané klanem Kuroda
- Ótaki – ovládané klanem Macudaira (Ókoči)